# 澳門旅遊大學橫琴校區
澳門旅遊大學橫琴校區為澳門旅遊大學籌備中的校區，擬選址於廣東省橫琴粵澳深度合作區。

## 歷史

### 澳門旅遊學院橫琴培訓基地
2019年12月13日，“粵港澳大灣區旅遊教育培訓基地”揭牌儀式舉行，澳門旅遊學院作為澳門特別行政區政府的依託單位。儀式後院長黃竹君及橫琴新區黨委副書記、管委會主任楊川，在中華人民共和國文化和旅遊部部長雒樹剛、時任澳門特區政府社會文化司司長譚俊榮主禮共同見證下，代表所屬機構簽署了《橫琴新區管理委員會與澳門旅遊學院戰略合作框架協議》，共建“澳門旅遊學院橫琴培訓基地”，合作舉辦休閒旅遊服務人才培訓及研究建立旅遊服務標準等。培訓基地落戶在橫琴星樂度·露營小鎮。
2020年12月9日，澳門旅遊學院橫琴培訓基地（實訓中心）揭牌儀式舉行，基地澳門積極交流合作，開展了一系列的培訓課程，為琴澳搭建了旅遊合作示範平臺，從而進一步推動澳門先進服務理念、行業標準在粵港澳大灣區落地。澳門旅遊學院橫琴培訓基地（實訓中心）的星樂度·露營小鎮的掛牌，是集特色住宿、特色美食、奇趣遊樂、綜合零售於一體的綜合性休閒旅遊度假區，場地配套完善，高度契合澳門旅遊學院旅遊職業教育實訓要求。

### 籌備橫琴校區過程
2024年2月5日，《澳門旅遊大學法律制度》獲立法會大會細則性表決通過，社會文化司司長歐陽瑜表示旅大短中期目標建立橫琴設分校區，除了短中期為大灣區培養旅遊相關的專業人才外，長遠希望為國家培養旅遊相關人才。
2024年4月1日，澳門旅遊學院正式升格為澳門旅遊大學，新聞稿指在橫琴粵澳深度合作區急速發展的當下，亦為澳門高等教育發展帶來新的機遇。澳旅大未來擬借助橫琴廣闊的地理及發展空間，為師生創設更大的研究、教學和活動環境，著力為粵港澳大灣區以至國家培養人才。
2024年6月5日，澳門旅遊大學校長黃竹君表示，校方並積極研究於橫琴設校，該階段涉及規劃、大佈局等，並持續與橫琴粵澳深度合作區的相關部門作出多方面的探討。